# Хабах
Хабах (њем. Habach) општина је у њемачкој савезној држави Баварска. Једно је од 34 општинска средишта округа Вајлхајм-Шонгау. Према процјени из 2010. у општини је живјело 1.047 становника. Посједује регионалну шифру (AGS) 9190126.

## Географски и демографски подаци
Хабах се налази у савезној држави Баварска у округу Вајлхајм-Шонгау. Општина се налази на надморској висини од 652 метра. Површина општине износи 12,2 km². У самом мјесту је, према процјени из 2010. године, живјело 1.047 становника. Просјечна густина становништва износи 86 становника/km².